# Anurie
Als Anurie bezeichnet man beim erwachsenen Menschen eine Harnproduktion (Alpha privativum, griechisch οὖρα oúra „Harn“) von weniger als 100 ml in 24 Stunden; in der Kinderheilkunde sowie auch in der Tiermedizin gelten (je nach Alter, Größe und Spezies) andere Volumina beziehungsweise Harnflussraten (→ Uroflowmetrie).
Die Anurie ist eine Unterform der Oligurie; man spricht auch von der Oligoanurie und früher von „graduellen Übergängen“ zwischen Oligurie und Anurie. Die Anurie ist damit das Gegenteil der Polyurie. Diuretika antagonisieren die Anurie.
Es wird die echte, durch eine Nierenschädigung bedingte, renale Anurie von einer prärenal bedingten sowie von einer – bei Verschluss der ableitenden Harnwege vorliegenden – falschen, postrenal bedingten, Anurie unterschieden. Diese falsche Anurie heißt auch Harnsperre, Harnverhalt, Harnverhaltung oder Ischurie (Ischuria).

## Geschichte
Allgemein sprach man früher von einem Nierenblock, von einer Harnverstopfung, von einer Urinverhaltung, vom Versiegen der Harnabsonderung, von einer mangelhaften Harnabsonderung, von einer „Verhinderung des Harnabflusses“, von einer aufgehobenen Harnsecretion, von einer „mangelnden Harnexcretion“ oder auch kurz von „Harnmangel“ oder „Nichtharnen“. Die Duden-Redaktion hat „das Versagen der Harnausscheidung“ und die „fehlende Urinausscheidung“ korrigierend um das „Versagen der Harnproduktion“ ergänzt.
In der modernen Medizin werden die Begriffe Polyurie, Oligoanurie, Oligurie und Anurie kaum noch verwendet. Denn zur Bestimmung ist zwingend die „Messung der 24-Stunden-Menge (Urinuntersuchung am Krankenbett)“ erforderlich. Dieses Urinsammelverfahren ist aufwändig und unpraktisch.  Heute verlässt man sich bei der Bestimmung der Nierenfunktion auf die Glomeruläre Filtrationsrate.
Früher schrieb man: „Man erkennt die zwei Typen der Anurie: Diejenige, bei welcher wir eine erhaltene, aber verminderte Filtration annehmen und bei der das Filtrat im Tubulussystem vollständig resorbiert wird, und ferner die andere Form, bei welcher ein fast vollständiges Fehlen der Filtration unterstellt werden kann.“

## Pathophysiologie
Die Ursachen können (1) prärenal liegen: Kreislaufschock, bds. Verschluss der Nierenarterien. (2) intrarenal: Terminalstadium von Nierenkrankheiten, Obstruktion des Tubuluslumens (z. B. bei Crushniere), vermehrte Rückresorption über nekrotisierende Tubuli bei Vergiftungen (3) postrenal: mechanische Obstruktion beider. Harnleiter (z. B. bei Tumoren)..
Der Anstieg der tubulären Rückresorptionsquote kann pathophysiologisch als beabsichtigte und notwendige Verhinderung eines weiteren Flüssigkeitsverlustes im Schock oder bei körperlicher Extrembelastung verstanden werden.
Ansonsten kommen beim Verdacht auf eine schwere beiderseitige Nierenkrankheit bei einer Anurie in der Intensivmedizin nur nuklearmedizinische Bestimmungen der GFR in Frage; hier besteht allerdings die Gefahr eines zusätzlichen iatrogenen kontrastmittelinduzierten Nierenversagens. Aber bei einer Anurie bekommt man hierbei als Ergebnis auch nur das Filtrationsverhältnis der beiden einzelnen Nieren zueinander mit der Summe 100 % ohne Angabe der tatsächlichen GFR.
Die extrarenale Clearance einer jeden teilweise harnpflichtigen Substanz entspricht bei der Anurie der totalen Plasma-Clearance.

## Kinderheilkunde
In der Pädiatrie wird die Anurie mitunter als Verschlimmerung (Aggravation) der Niereninsuffizienz dargestellt. Veröffentlicht werden Dosierungstabellen für diverse Medikamente in Abhängigkeit von der normierten Glomerulären Filtrationsrate. Dabei werden jeweils vier Schweregrade der Niereninsuffizienz angegeben (40 ml/min, 20 ml/min, 10 ml/min und Anurie). Ohne Berücksichtigung der Tubulusfunktion wird hier von der glomerulären Filtration auf die filtrative Nierenfunktion geschlossen. Beispielsweise werden von Cefazolin 75 %, 50 %, 30 % und 10 % der Normaldosis empfohlen.